# Photodermatology, Photoimmunology & Photomedicine
Photodermatology, Photoimmunology & Photomedicine, abgekürzt Photodermatol. Photoimmunol. Photomed., ist eine wissenschaftliche Fachzeitschrift, die vom Wiley-Blackwell-Verlag im Auftrag der Photomedicine Society, der British Photodermatology Group und der European Society for Photodermatology veröffentlicht wird. Die Zeitschrift wurde 1984 unter dem Namen Photodermatology gegründet und erweiterte ihn 1990 auf Photodermatology, Photoimmunology & Photomedicine. Sie erscheint mit sechs Ausgaben im Jahr. Es werden Arbeiten veröffentlicht, die sich mit dem Einfluss elektromagnetischer Strahlung auf die Haut beschäftigen.
Der Impact Factor lag im Jahr 2014 bei 1,259. Nach der Statistik des ISI Web of Knowledge wird das Journal mit diesem Impact Factor in der Kategorie Dermatologie an 40. Stelle von 63 Zeitschriften geführt.